# Letnia Uniwersjada 1995
18. Letnia Uniwersjada – międzynarodowe zawody sportowców – studentów, które odbyły się w japońskim mieście Fukuoka. Impreza została zorganizowana między 23 sierpnia, a 3 września 1995 roku. W uniwersjadzie wzięło udział 3949 zawodników ze 162 krajów. Zawodnicy rywalizowali w 12 dyscyplinach. Otwarcia imprezy dokonał książę Naruhito.

## Dyscypliny

### Sporty obowiązkowe
| - Gimnastyka sportowa - Koszykówka - Lekkoatletyka | - Piłka nożna - Piłka wodna - Pływanie - Piłka siatkowa | - Szermierka - Tenis - Skoki do wody |
| Sporty wymienne                                    |                                                         |                                      |
| - Baseball                                         | - Gimnastyka artystyczna                                | - Judo                               |

## Polskie medale
Reprezentanci Polski zdobyli w sumie 7 medali. Wynik ten dał polskiej drużynie 31. miejsce w klasyfikacji medalowej.

### Srebro
- Sebastian Chmara – lekkoatletyka, dziesięciobój – 8014 pkt
- Marta Kołodziejczyk – judo, + 72 kg
- Marta Kołodziejczyk – judo, kategoria open

### Brąz
- Krzysztof Mehlich – lekkoatletyka, bieg na 110 m przez płotki – 13,66
- Ryszard Sobczak – szermierka, floret
- Robert Trędowski, Krzysztof Wojdan, Waldemar Banaszak, Marek Pisula, Tomasz Tybuś – judo, drużynowo
- Jolanta Wojnarowicz, Beata Kucharzewska, Irena Tokarz, Agata Mróz, Marta Kołodziejczyk – judo, drużynowo